# Participatieraad
De Participatieraad was een officieel orgaan in de secundaire scholen van het vrij onderwijs in Vlaanderen. Sinds 2005 zijn deze participatieraden omgevormd tot de schoolraad. Het belangrijkste verschil tussen beiden is dat in de participatieraad geen leerlingen vertegenwoordigd waren. Door de omvorming naar de schoolraad deelt het schoolbestuur (de inrichtende macht) dus een deel van zijn greep op de school met ouders, leerkrachten én leerlingen.